# Côte-de-l'Or aux Jeux olympiques d'été de 1952
La Côte-de-l'Or, actuellement nommé Ghana, participe pour la première fois aux Jeux olympiques lors des Jeux d'Helsinki. La Côte-de-l'Or est alors toujours une colonie de l'Empire britannique puisque l'indépendance ne sera déclarée qu'en 1957.

## Athlètes engagés

### Athlétisme
100 mètres homme
- Gabriel Laryea
  - qualification — 11 s 1 (→ 3e non-qualifié)
- George Acquaah
  - qualifications — 11 s 2 (→ 5e non-qualifié)

800 mètres homme
- Mohamed Sanni-Thomas
  - qualifications — 2 min 05 s 8 (→ 6e non-qualifié)

Relais masculin 4 × 100 mètres
- Gabriel Laryea, George Acquaah, John Owusu, Augustus Lawson
  - qualifications 42 s 1 (→ 4e non-qualifié)

Saut en hauteur homme
- James Owoo
  - qualifications — 1,87 m (→ accès à la finale)
  - finale — 1,80 m (→ 20e)

Triple-saut homme
- William Laing
  - qualifications — 14,09 m (→ non-qualifié)